# Тапиосече
Тапиосече (мађ. Tápiószecső) је насеље у централној Мађарској. Тапиосече је веће насеље у оквиру пештанске жупаније.

## Географија

### Локација
Тапиосече се налази у округу Пешта, 27 km од Будимпеште, у Алфолду, у близини брда Геделе, у региону Тапио-Галга-Загива, према подрегионима у региону Тапио.

## Историја
Велико село Тапиосече постоји још од времена доласка Мађара на ове просторе. Био је стари посед који је припадао клану Картал. Сачувано је бакарно и бронзано оруђе, које доказују да су људи у области Тапиосече живели и пре освајања. Докази о људским активностима пронађени су и изложени у Мађарском народном музеју. У средњем веку град је био познат и као Град-кључ што се односило на кључ градских зидина. Према предању, чувар кључа се звао Сече (Szecső). Сматра се да име града потиче од овог чувара. „Тапио“ се односи на мали поток у близини села.
Село се налази поред брда Геделе. У близини Тапиосечеа могу се наћи мала брда са плодним земљиштем (ова брда су се називала и „Фекетек“, што значи „црна земља“), што је омогућило подизање одличних винограда. Ови виногради су били познати по томе што су били плодни, што их је чинило заштитним знаком села.
Дворац Хевеши се налази у Магдолна-телепу (западни део села), који је неколико векова био у власништву племићке породице Хевеши.

## Становништво
Током пописа 2011, 84,4% становника се изјаснило као Мађари, 2,2% као Роми, 0,4% као Немци и 0,3% као Румуни (15,5% се није изјаснило). 
Верска дистрибуција је била следећа: римокатолици 53,4%, реформисани 4,2%, лутерани 0,5%, гркокатолици 0,4%, неконфесионални 13,6% (26,8% се није изјаснило).